# Paus Anacletus
Anacletus I (ook wel Anencletus) (Rome, 1e eeuw - aldaar, ca. 92) wordt beschouwd als de derde paus van de Katholieke Kerk. Hij was waarschijnlijk bisschop in de Kerk van Rome. Volgens sommigen is hij dezelfde persoon als paus Cletus, anderen beweren dat hij diens opvolger was.
Hij zou als bisschop van Rome Linus opgevolgd zijn. Volgens het Annuario Pontifico duurde zijn pontificaat twaalf jaar, van 80 tot 92. Andere bronnen noemen 77-88. Volgens de traditie was hij het die zijn kerk in Rome heeft onderverdeeld in 25 parochies. Ook zou hij een aantal priesters hebben gewijd.
Mogelijk was Anacletus vroeger een slaaf of een vrijgelatene; zijn naam kwam veel voor onder slaven. Hij zou een 'herderlijk leidsman' zijn geweest, dat wil zeggen een zorgzame en zorgdragende leider. Lange tijd stond hij in de katholieke kerk op de kalender van heiligen; zijn feestdag was 26 april. In 1969 werd hij echter bij een uitgebreide herziening van deze kalender verwijderd. Wel staat hij nog steeds genoemd in het Martyrologium Romanum. Zijn stoffelijke resten liggen naast die van zijn voorganger Linus in de Sint-Pietersbasiliek in Vaticaanstad.

## Bron
- De Pausen (Richard P. McBrien)
- The Penguin Dictionary of Saints

Cursief: tegenpaus